# 2010-es Formula–1 kanadai nagydíj
A kanadai nagydíj volt a 2010-es Formula–1 világbajnokság nyolcadik versenye, amelyet 2010. június 11. és június 13. között rendeztek meg a montréali Circuit Gilles Villeneuve-ön.

## Szabadedzések

### Első szabadedzés
A kanadai nagydíj első szabadedzését június 11-én, pénteken tartották, közép-európai idő szerint 16:00 és 17:30 óra között.
| Helyezés | Versenyző          | Csapat/Motor         | Elért idő | Különbség | Futott kör |
| -------- | ------------------ | -------------------- | --------- | --------- | ---------- |
| 1        | Jenson Button      | McLaren-Mercedes     | 1:18,127  | −         | 23         |
| 2        | Michael Schumacher | Mercedes             | 1:18,285  | + 0,158   | 19         |
| 3        | Lewis Hamilton     | McLaren-Mercedes     | 1:18,352  | + 0,225   | 19         |
| 4        | Nico Rosberg       | Mercedes             | 1:18,356  | + 0,229   | 23         |
| 5        | Sebastian Vettel   | Red Bull-Renault     | 1:18,549  | + 0,422   | 27         |
| 6        | Robert Kubica      | Renault              | 1:18,662  | + 0,535   | 19         |
| 7        | Fernando Alonso    | Ferrari              | 1:18,726  | + 0,599   | 21         |
| 8        | Vitantonio Liuzzi  | Force India-Mercedes | 1:19,097  | + 0,970   | 25         |
| 9        | Nico Hülkenberg    | Williams-Cosworth    | 1:19,282  | + 1,155   | 31         |
| 10       | Rubens Barrichello | Williams-Cosworth    | 1:19,313  | + 1,186   | 19         |
| 11       | Adrian Sutil       | Force India-Mercedes | 1:19,373  | + 1,246   | 12         |
| 12       | Felipe Massa       | Ferrari              | 1:19,511  | + 1,384   | 21         |
| 13       | Vitalij Petrov     | Renault              | 1:19,549  | + 1,422   | 24         |
| 14       | Mark Webber        | Red Bull-Renault     | 1:19,609  | + 1,482   | 26         |
| 15       | Kobajasi Kamui     | Sauber-Ferrari       | 1:20,186  | + 2,059   | 33         |
| 16       | Sébastien Buemi    | Toro Rosso-Ferrari   | 1:20,320  | + 2,193   | 27         |
| 17       | Pedro de la Rosa   | Sauber-Ferrari       | 1:20,584  | + 2,457   | 21         |
| 18       | Jaime Alguersuari  | Toro Rosso-Ferrari   | 1:20,823  | + 2,696   | 28         |
| 19       | Heikki Kovalainen  | Lotus-Cosworth       | 1:21,869  | + 3,742   | 24         |
| 20       | Karun Chandhok     | HRT-Cosworth         | 1:21,977  | + 3,850   | 27         |
| 21       | Jarno Trulli       | Lotus-Cosworth       | 1:22,543  | + 4,416   | 12         |
| 22       | Bruno Senna        | HRT-Cosworth         | 1:22,701  | + 4,574   | 28         |
| 23       | Timo Glock         | Virgin-Cosworth      | 1:22,713  | + 4,586   | 20         |
| 24       | Lucas di Grassi    | Virgin-Cosworth      |           |           | 4          |

### Második szabadedzés
A kanadai nagydíj pénteki második szabadedzését június 11-én, pénteken délután tartották, közép-európai idő szerint 20:00 és 21:30 óra között.
| Helyezés | Versenyző          | Csapat/Motor         | Elért idő | Különbség | Futott kör |
| -------- | ------------------ | -------------------- | --------- | --------- | ---------- |
| 1        | Sebastian Vettel   | Red Bull-Renault     | 1:16,877  | −         | 32         |
| 2        | Fernando Alonso    | Ferrari              | 1:16,963  | + 0,086   | 35         |
| 3        | Nico Rosberg       | Mercedes             | 1:17,151  | + 0,274   | 34         |
| 4        | Mark Webber        | Red Bull-Renault     | 1:17,273  | + 0,396   | 33         |
| 5        | Felipe Massa       | Ferrari              | 1:17,401  | + 0,524   | 33         |
| 6        | Adrian Sutil       | Force India-Mercedes | 1:17,415  | + 0,538   | 28         |
| 7        | Lewis Hamilton     | McLaren-Mercedes     | 1:17,522  | + 0,645   | 29         |
| 8        | Robert Kubica      | Renault              | 1:17,529  | + 0,652   | 36         |
| 9        | Michael Schumacher | Mercedes             | 1:17,688  | + 0,811   | 34         |
| 10       | Vitantonio Liuzzi  | Force India-Mercedes | 1:17,903  | + 1,026   | 35         |
| 11       | Jenson Button      | McLaren-Mercedes     | 1:17,961  | + 1,084   | 33         |
| 12       | Rubens Barrichello | Williams-Cosworth    | 1:18,385  | + 1,508   | 27         |
| 13       | Nico Hülkenberg    | Williams-Cosworth    | 1:18,447  | + 1,570   | 41         |
| 14       | Vitalij Petrov     | Renault              | 1:18,582  | + 1,705   | 40         |
| 15       | Pedro de la Rosa   | Sauber-Ferrari       | 1:18,658  | + 1,781   | 34         |
| 16       | Kobajasi Kamui     | Sauber-Ferrari       | 1:19,142  | + 2,265   | 38         |
| 17       | Sébastien Buemi    | Toro Rosso-Ferrari   | 1:19,168  | + 2,291   | 32         |
| 18       | Jaime Alguersuari  | Toro Rosso-Ferrari   | 1:19,274  | + 2,397   | 41         |
| 19       | Heikki Kovalainen  | Lotus-Cosworth       | 1:19,969  | + 3,092   | 35         |
| 20       | Karun Chandhok     | HRT-Cosworth         | 1:20,879  | + 4,002   | 29         |
| 21       | Bruno Senna        | HRT-Cosworth         | 1:21,097  | + 4,220   | 31         |
| 22       | Jarno Trulli       | Lotus-Cosworth       | 1:21,346  | + 4,469   | 11         |
| 23       | Timo Glock         | Virgin-Cosworth      | 1:21,488  | + 4,611   | 25         |
| 24       | Lucas di Grassi    | Virgin-Cosworth      | 1:21,577  | + 4,700   | 30         |

### Harmadik szabadedzés
A kanadai nagydíj harmadik szabadedzését június 12-én, szombat délelőtt, közép-európai idő szerint 16:00 és 17:00 óra között tartották.
| Helyezés | Versenyző          | Csapat/Motor         | Elért idő | Különbség | Futott kör |
| -------- | ------------------ | -------------------- | --------- | --------- | ---------- |
| 1        | Lewis Hamilton     | McLaren-Mercedes     | 1:16,058  | −         | 15         |
| 2        | Mark Webber        | Red Bull-Renault     | 1:16,340  | + 0,282   | 16         |
| 3        | Fernando Alonso    | Ferrari              | 1:16,495  | + 0,437   | 19         |
| 4        | Michael Schumacher | Mercedes             | 1:16,536  | + 0,478   | 15         |
| 5        | Sebastian Vettel   | Red Bull-Renault     | 1:16,582  | + 0,524   | 16         |
| 6        | Robert Kubica      | Renault              | 1:16,653  | + 0,595   | 18         |
| 7        | Adrian Sutil       | Force India-Mercedes | 1:16,673  | + 0,615   | 15         |
| 8        | Jenson Button      | McLaren-Mercedes     | 1:16,699  | + 0,641   | 16         |
| 9        | Vitantonio Liuzzi  | Force India-Mercedes | 1:16,814  | + 0,756   | 15         |
| 10       | Vitalij Petrov     | Renault              | 1:16,982  | + 0,924   | 18         |
| 11       | Nico Hülkenberg    | Williams-Cosworth    | 1:17,121  | + 1,063   | 16         |
| 12       | Felipe Massa       | Ferrari              | 1:17,231  | + 1,173   | 16         |
| 13       | Jaime Alguersuari  | Toro Rosso-Ferrari   | 1:17,331  | + 1,273   | 22         |
| 14       | Kobajasi Kamui     | Sauber-Ferrari       | 1:17,548  | + 1,490   | 20         |
| 15       | Pedro de la Rosa   | Sauber-Ferrari       | 1:17,609  | + 1,551   | 16         |
| 16       | Sébastien Buemi    | Toro Rosso-Ferrari   | 1:17,633  | + 1,575   | 21         |
| 17       | Rubens Barrichello | Williams-Cosworth    | 1:17,789  | + 1,731   | 18         |
| 18       | Nico Rosberg       | Mercedes             | 1:17,979  | + 1,921   | 4          |
| 19       | Jarno Trulli       | Lotus-Cosworth       | 1:19,013  | + 2,955   | 15         |
| 20       | Heikki Kovalainen  | Lotus-Cosworth       | 1:19,447  | + 3,389   | 16         |
| 21       | Timo Glock         | Virgin-Cosworth      | 1:19,536  | + 3,478   | 22         |
| 22       | Lucas di Grassi    | Virgin-Cosworth      | 1:19,844  | + 3,786   | 20         |
| 23       | Bruno Senna        | HRT-Cosworth         | 1:20,325  | + 4,267   | 18         |
| 24       | Karun Chandhok     | HRT-Cosworth         |           |           | 1          |

## Időmérő edzés
A kanadai nagydíj időmérő edzését június 12-én, szombaton, közép-európai idő szerint 19:00 és 20:00 óra között tartották.
| Helyezés | Versenyző          | Csapat/Motor         | 1. rész  | 2. rész  | 3. rész  |
| -------- | ------------------ | -------------------- | -------- | -------- | -------- |
| 1        | Lewis Hamilton     | McLaren-Mercedes     | 1:15.889 | 1:15.528 | 1:15.105 |
| 2[1]     | Mark Webber        | Red Bull-Renault     | 1:16.423 | 1:15.692 | 1:15.373 |
| 3        | Sebastian Vettel   | Red Bull-Renault     | 1:16.129 | 1:15.556 | 1:15.420 |
| 4        | Fernando Alonso    | Ferrari              | 1:16.171 | 1:15.597 | 1:15.435 |
| 5        | Jenson Button      | McLaren-Mercedes     | 1:16.371 | 1:15.742 | 1:15.520 |
| 6        | Vitantonio Liuzzi  | Force India-Mercedes | 1:17.086 | 1:16.171 | 1:15.648 |
| 7        | Felipe Massa       | Ferrari              | 1:16.673 | 1:16.314 | 1:15.688 |
| 8        | Robert Kubica      | Renault              | 1:16.370 | 1:15.682 | 1:15.715 |
| 9        | Adrian Sutil       | Force India-Mercedes | 1:16.495 | 1:16.295 | 1:15.881 |
| 10       | Nico Rosberg       | Mercedes             | 1:16.350 | 1:16.001 | 1:16.071 |
| 11       | Rubens Barrichello | Williams-Cosworth    | 1:16.880 | 1:16.434 |          |
| 12       | Nico Hülkenberg    | Williams-Cosworth    | 1:16.770 | 1:16.438 |          |
| 13       | Michael Schumacher | Mercedes             | 1:16.598 | 1:16.492 |          |
| 14       | Vitalij Petrov     | Renault              | 1:16.569 | 1:16.844 |          |
| 15       | Sébastien Buemi    | Toro Rosso-Ferrari   | 1:17.356 | 1:16.928 |          |
| 16       | Jaime Alguersuari  | Toro Rosso-Ferrari   | 1:17.027 | 1:17.029 |          |
| 17       | Pedro de la Rosa   | Sauber-Ferrari       | 1:17.611 | 1:17.384 |          |
| 18       | Kobajasi Kamui     | Sauber-Ferrari       | 1:18.019 |          |          |
| 19       | Heikki Kovalainen  | Lotus-Cosworth       | 1:18.237 |          |          |
| 20       | Jarno Trulli       | Lotus-Cosworth       | 1:18.698 |          |          |
| 21       | Timo Glock         | Virgin-Cosworth      | 1:18.941 |          |          |
| 22       | Bruno Senna        | HRT-Cosworth         | 1:19.484 |          |          |
| 23       | Lucas di Grassi    | Virgin-Cosworth      | 1:19.675 |          |          |
| 24       | Karun Chandhok     | HRT-Cosworth         | 1:27.757 |          |          |

Megjegyzés:
- ↑ 1:  — Mark Webber öthelyes rajtbüntetést kapott váltócsere miatt.

## Futam
A kanadai nagydíj futama június 13-án, vasárnap, közép-európai idő szerint 18:00 órakor rajtolt.
| Helyezés | Rajtszám | Versenyző          | Csapat/Motor         | Futott kör | Idő/Kiesés oka | Rajthely | Pont |
| -------- | -------- | ------------------ | -------------------- | ---------- | -------------- | -------- | ---- |
| 1        | 2        | Lewis Hamilton     | McLaren-Mercedes     | 70         | 1h33:53,456    | 1        | 25   |
| 2        | 1        | Jenson Button      | McLaren-Mercedes     | 70         | + 2,254        | 4        | 18   |
| 3        | 8        | Fernando Alonso    | Ferrari              | 70         | + 9,214        | 3        | 15   |
| 4        | 5        | Sebastian Vettel   | Red Bull-Renault     | 70         | + 37,817       | 2        | 12   |
| 5        | 6        | Mark Webber        | Red Bull-Renault     | 70         | + 39,291       | 7        | 10   |
| 6        | 4        | Nico Rosberg       | Mercedes             | 70         | + 56,084       | 10       | 8    |
| 7        | 11       | Robert Kubica      | Renault              | 70         | + 57,300       | 8        | 6    |
| 8        | 16       | Sébastien Buemi    | Toro Rosso-Ferrari   | 69         | + 1 kör        | 15       | 4    |
| 9        | 15       | Vitantonio Liuzzi  | Force India-Mercedes | 69         | + 1 kör        | 5        | 2    |
| 10       | 14       | Adrian Sutil       | Force India-Mercedes | 69         | + 1 kör        | 9        | 1    |
| 11       | 3        | Michael Schumacher | Mercedes             | 69         | + 1 kör        | 13       |      |
| 12       | 17       | Jaime Alguersuari  | Toro Rosso-Ferrari   | 69         | + 1 kör        | 16       |      |
| 13       | 10       | Nico Hülkenberg    | Williams-Cosworth    | 69         | + 1 kör        | 12       |      |
| 14       | 9        | Rubens Barrichello | Williams-Cosworth    | 69         | + 1 kör        | 11       |      |
| 15[1]    | 7        | Felipe Massa       | Ferrari              | 69         | + 1 kör        | 6        |      |
| 16       | 19       | Heikki Kovalainen  | Lotus-Cosworth       | 68         | + 2 kör        | 19       |      |
| 17       | 12       | Vitalij Petrov     | Renault              | 68         | + 2 kör        | 14       |      |
| 18       | 20       | Karun Chandhok     | HRT-Cosworth         | 66         | + 4 kör        | 24       |      |
| 19       | 25       | Lucas di Grassi    | Virgin-Cosworth      | 65         | + 5 kör        | 23       |      |
| ki       | 24       | Timo Glock         | Virgin-Cosworth      | 50         | kormány        | 21       |      |
| ki       | 18       | Jarno Trulli       | Lotus-Cosworth       | 42         | fékek          | 20       |      |
| ki       | 22       | Pedro de la Rosa   | Sauber-Ferrari       | 30         | erőforrás      | 17       |      |
| ki       | 21       | Bruno Senna        | HRT-Cosworth         | 13         | sebességáltó   | 22       |      |
| ki       | 23       | Kobajasi Kamui     | Sauber-Ferrari       | 1          | baleset        | 18       |      |

Megjegyzés:
- ↑ 1:  — Felipe Massa 20 másodperces időbüntetést kapott, mert a megengedettnél gyorsabban ment a bokszutcában. Mivel a brazil egykörös hátrányban és egy körrel az őt követő pilóta előtt ért célba, így a büntetés nem befolyásolta helyezését.

## A világbajnokság élmezőnyének állása a futam után
| H   | Versenyzők         | Pont | H   | Konstruktőrök        | Pont |
| --- | ------------------ | ---- | --- | -------------------- | ---- |
| 1.  | Lewis Hamilton     | 109  | 1.  | McLaren-Mercedes     | 215  |
| 2.  | Jenson Button      | 106  | 2.  | Red Bull-Renault     | 193  |
| 3.  | Mark Webber        | 103  | 3.  | Ferrari              | 161  |
| 4.  | Fernando Alonso    | 94   | 4.  | Mercedes             | 108  |
| 5.  | Sebastian Vettel   | 90   | 5.  | Renault              | 79   |
| 6.  | Nico Rosberg       | 74   | 6.  | Force India-Mercedes | 35   |
| 7.  | Robert Kubica      | 73   | 7.  | Toro Rosso-Ferrari   | 8    |
| 8.  | Felipe Massa       | 67   | 8.  | Williams-Cosworth    | 8    |
| 9.  | Michael Schumacher | 34   | 9.  | Sauber-Ferrari       | 1    |
| 10. | Adrian Sutil       | 23   | 10. | Lotus-Cosworth       | 0    |

(A teljes táblázat)

## Statisztikák
Vezető helyen:
- Lewis Hamilton: 38 (1-6 / 15-25 / 50-70)
- Sebastian Vettel: 7 (7-13)
- Sébastien Buemi: 1 (14)
- Fernando Alonso: 2 (26-27)
- Mark Webber: 22 (28-49)

Lewis Hamilton 13. győzelme, 18. pole-pozíciója, Robert Kubica 1. leggyorsabb köre.
- McLaren 168. győzelme.